# Kenshin Yoshimaru
Kenshin Yoshimaru (født 27. marts 1996) er en japansk fodboldspiller, som spiller for den japanske fodboldklub Vissel Kobe.